# Animació (esport)

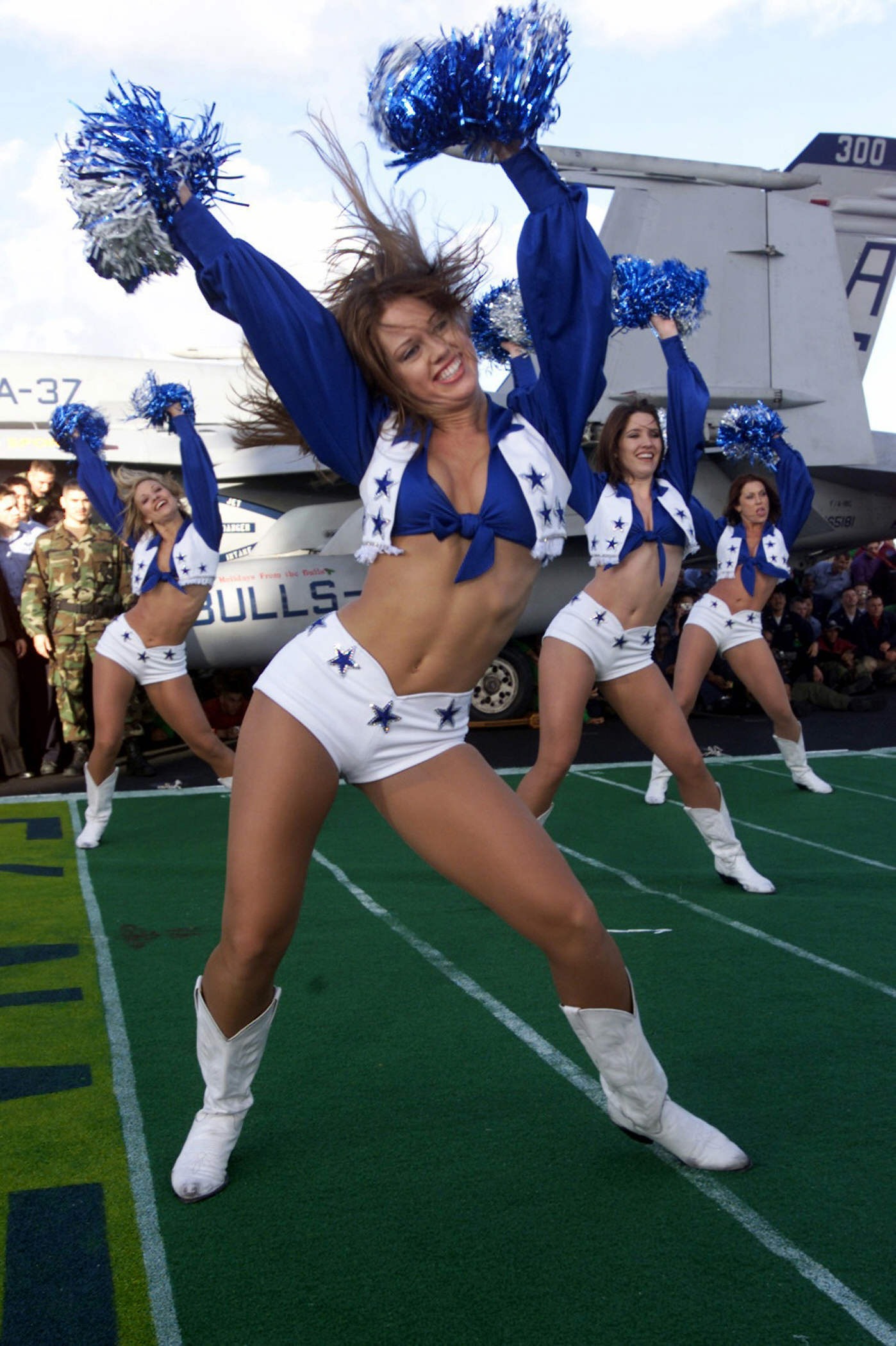
Les animadores dels Dallas Cowboys a la coberta del portaavions USS Harry S. Truman.

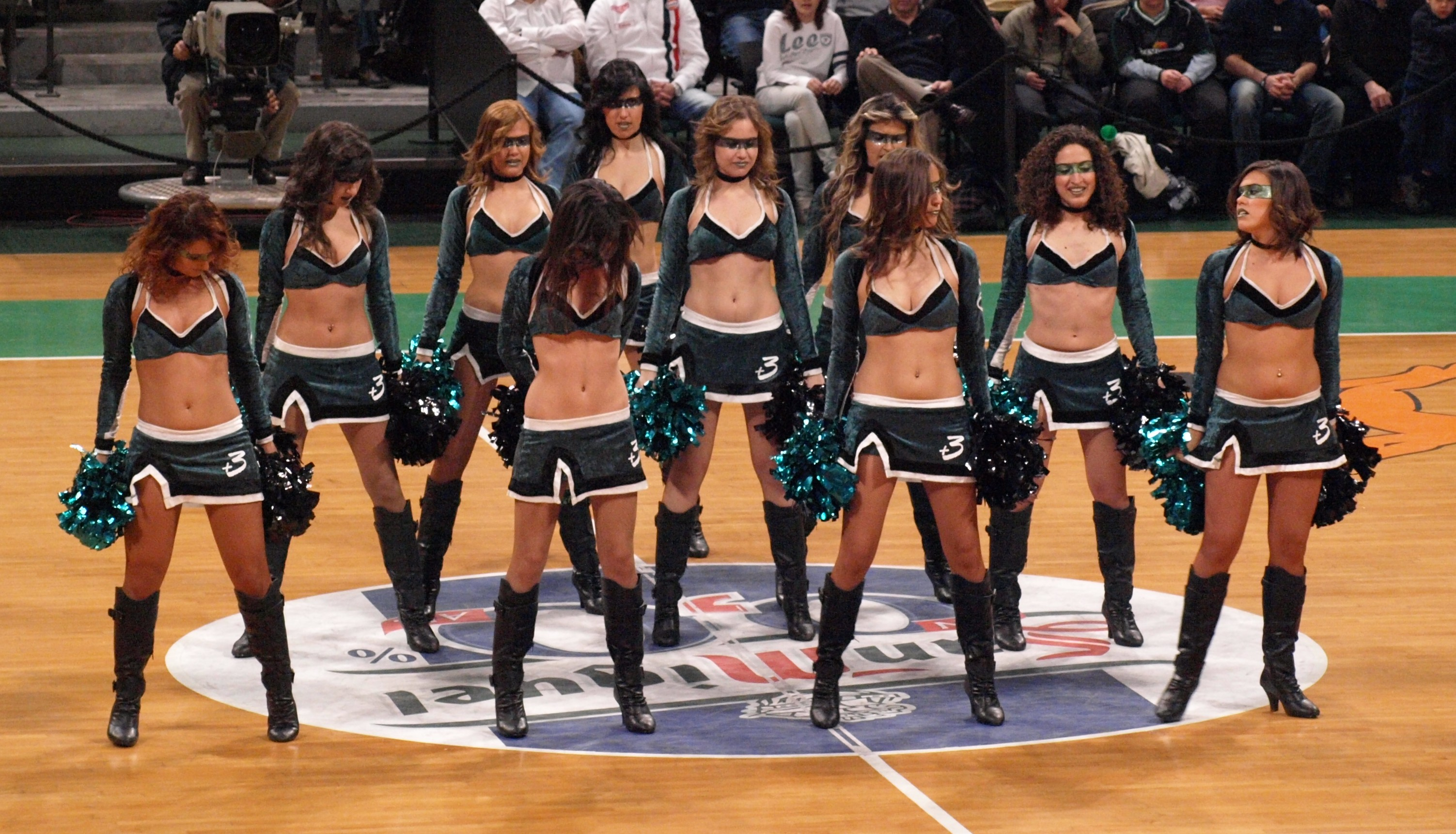
Les Glamcheers, animadores del Club Joventut Badalona, el 2009.

L'animació esportiva o cheerleading és l'activitat que busca motivar i entretenir el públic durant els esdeveniments esportius, amb l'objectiu de fomentar l'ambient festiu i el suport als equips o esportistes. Aquesta pràctica inclou una àmplia varietat de recursos, com coreografies, càntics, música, jocs de llums i actuacions, sovint protagonitzades per grups d'animació, com les animadores o les mascotes oficials. A més de millorar l'experiència del públic, l'animació esportiva contribueix a reforçar l'esperit de comunitat i el vincle emocional amb els esdeveniments i les organitzacions esportives. És una pràctica que va començar el segle XIX als Estats Units, on té una gran tradició com a complement dels partits de bàsquet i futbol americà i on, a més, es considera com un esport més, amb els seus propis clubs, federacions i competicions oficials. De vegades, les coreografies poden incloure fins i tot algunes torres humanes.